# Brisbane Festival Hall
Brisbane Festival Hall – arena, ośrodek kulturalny, istniejący w latach 1959–2003 w Brisbane w stanie Queensland w Australii.

## Historia
Hala Brisbane Festival została pierwotnie zbudowana jako Brisbane Stadium w 1910 roku. W 1958 roku w ramach stulecia Queensland, firma architektoniczna Construction Company E.J.Taylor & Sons zbudowała nowy budynek w miejsce stadionu. Uroczyste otwarcie hali mogącej pomieścić 4000 tysiące osób, miało miejsce 27 kwietnia 1958 roku. Tym samym, hala stała się największym krytym miejscem w Brisbane. Została zaprojektowana w nowoczesnym, powojennym stylu, podobnie jak imiennik Royal Festival Hall w Londynie. 
Pierwotnie hala służyła do oglądania pojedynków bokserskich i zapasów. Jednak po wprowadzeniu telewizji, program hali rozszerzono także do innych sportowych wydarzeń, między innymi roller derby. Zaczęły się tu odbywać także koncerty i prezentacje teatralne. Na przestrzeni lat, swoje występy dawali tu między innymi: The Beach Boys, The Beatles, The Kinks, Bob Dylan, Ray Charles, The Who, Johnny Cash, Deep Purple, Bee Gees, Creedence Clearwater Revival, Led Zeppelin, Jethro Tull, Black Sabbath, Yes, Frank Zappa, Status Quo, AC/DC, Eric Clapton, Queen, Rainbow, Fleetwood Mac, Electric Light Orchestra, Foreigner, Rod Stewart, Bob Marley, The Police, INXS, Elton John, The Cure, Duran Duran, Mike Oldfield, Iron Maiden, Barry Manilow, Joe Cocker, U2, Cliff Richard, Phil Collins, R.E.M., Skid Row, Anthrax, Megadeth, Nirvana, The Black Crowes, Red Hot Chili Peppers, Faith No More, Alice in Chains, Depeche Mode, Sepultura, Pantera, Slayer, Suicidal Tendencies, Green Day, Primus, Björk, The Smashing Pumpkins, Sex Pistols, Soundgarden, Bad Religion, Tool, The Offspring, The Prodigy, Radiohead, Ozzy Osbourne, Fear Factory, ZZ Top, Linkin Park, Coldplay, Machine Head, Incubus, Blondie.
Hala w Brisbane została zamknięta w dniu 29 sierpnia 2003 roku, a budynek został sprzedany i rozebrany, aby zrobić miejsce dla Festival Towers. Siedzenia znajdujące się w hali zostały sprzedane w formie pamiątek.
Devine Limited, twórca Festivals Towers, zlecił Queensland Performing Arts Centre zaprojektowanie i zainstalowanie Walk of Fame, miejsce upamiętniające Brisbane Festival Hall. Położony w holu wejściowym Festival Towers, wyświetlacz składa się z instalacji naściennej z podświetlanymi panelami, zawierające wspomnienia Festival Hall, wizerunki artystów i innych znaczących postaci w historii hali.